# Plnou parou vzad!
Plnou parou vzad! (v originále Boat Trip) je americko-německý hraný film z roku 2002, který režíroval Mort Nathan podle vlastního scénáře.

## Děj
Jerry chodí s Felicií a požádá ji o ruku. Ta však odmítne. Jerry se proto nechá přemluvit svým kamarádem Nickem, že aby na ni zapomněl, vyrazí spolu na týdenní výlet zaoceánskou lodí, kde se jistě s někým seznámí. Objednají si jízdenky v cestovní kanceláři, kde se Nick pohádá s tamním prodejcem. Ten se jim pomstí tím, že jim prodá zájezd pro gaye. Oba kamarádi jsou po nalodění v šoku, ale už nemohou zpět. Nicka, který je plný předsudků, si oblíbí postarší Angličan Lloyd. Jerry se zamiluje do učitelky tance Gabrielly. Ta se s Jerrym skamarádí, protože ho považuje za gaye. Kapitán lodi zachrání na širém moři tým švédských dívek, které cestují do USA na soutěž v opalování. Nick se zamiluje do Inge, dívky jsou však hlídány přísnou trenérkou. Jerry se chce sblížit s Gabriellou, ovšem na loď se dostane tajně i Felicie, která se s ním chce udobřit.

## Obsazení
| Cuba Gooding mladší | Jerry Robinson  |
| Horatio Sanz        | Nick Ragoni     |
| Roselyn Sánchez     | Gabriella       |
| Vivica A. Fox       | Felicia         |
| Maurice Godin       | Hector          |
| Roger Moore         | Lloyd Faversham |
| Lin Shaye           | Sonya           |
| Victoria Silvstedt  | Inga            |
| Ken Hudson Campbell | Tom             |
| Zen Gesner          | Ron             |
| William Bumiller    | Steven          |
| Richard Roundtree   | otec Felicie    |
| Bob Gunton          | kapitán lodi    |
| Artie Lange         | Brian           |
| Will Ferrell        | Brians Freund   |

## Ocenění
- Herec Cuba Gooding mladší a režisér Mort Nathan byli nominováni na Zlatou malinu